# Aspencat
Aspencat est un groupe musical espagnol de langue valencienne originaire de Xaló dans la Communauté valencienne. 
Son style s'inspire du ska, du reggae et du drum and bass, mais a plus récemment évolué vers un style plus électronique influencé par le dubstep. Ils formaient l’un des groupes qui font le plus référence à la Communauté valencienne et, en ce sens, étaient considérés comme les successeurs d'Obrint Pas. Ils sont considérés, aux côtés de groupes tels que La Raíz ou Orxata Sound System (ca) comme l’un des groupes valenciens qui défient la culture institutionnelle de la Communauté valencienne par le contenu critique de son œuvre. 
En 2017, après sa tournée La Història és Nostra, Aspencat annonce son retrait de la scène pour une durée indéterminée, avant de reconnaitre son arrêt définitif.

## Style
Le style d’Aspencat est difficile à décrire tant par la disparité des genres entre les chansons que par le métissage au sein de chacune d’entre elles. Eux-mêmes le définissent comme du « reggae métisse, dancehall et dubstep ». Leur style, à l’origine essentiellement reggae, a rapidement, dès leur deuxième album Obri la Llauna, acquis des sonorités ska, rap et drum’n’bass qui se confirmeront dans les albums suivants. Inèdit marque l’arrivée d’une plus grande utilisation des synthétiseurs et de la guitare électrique. Essència introduit l’utilisation des violons et marque un tournant vers un style plus pop et plus électronique, allant jusqu’à la dubstep. Leur dernier album, Tot és ara, continue dans cette lignée avec un éclatement des genres. C'est ainsi qu’ils sont parvenus à un style qui leur est propre en combinant ces innovations avec le style qui prédominait jusqu’alors.
Une des grandes caractéristiques qui contribuent également à forger leur propre genre est l’utilisation très fréquente d’instruments plutôt inhabituels tels que le luth ou les cuivres. 

## Membres
- Kiko Tur (voix)
- Ivan Gosp (voix)
- Pep Garcés (guitare et chœurs)
- Xavi Arias (basse)
- Jaume Tur (batterie)
- Bruno Mas (trombone)
- Rosendo Escrivà (trompette)
- Miquel (trompette)
- Pasqu Giner (clavier, échantillonneur et chœurs)
- Hèctor Peropadre (luth)